# Psara maledicta
Psara maledicta là một loài bướm đêm trong họ Crambidae.